# Agustín Julio
Agustín Julio, né le 25 octobre 1974 à Carthagène des Indes (Colombie), est un footballeur colombien, qui évoluait au poste de gardien de but à l'Independiente Santa Fe, à Junior, à l'Once Caldas, à l'Independiente Medellín et au Deportes Tolima ainsi qu'en équipe de Colombie.
Julio obtient vingt-neuf sélections avec l'équipe de Colombie entre 1999 et 2009. Il participe à la Copa América en 1999 avec l'équipe de Colombie.

## Carrière de joueur

### Clubs
- 1997-1999 : Independiente Santa Fe
- 2000 : Junior
- 2001 : Independiente Santa Fe
- 2002 : Once Caldas
- 2002 : Independiente Medellín
- 2003-2004 : Independiente Santa Fe
- 2004-2007 : Deportes Tolima
- 2008-2011 : Independiente Santa Fe

### Palmarès

#### En équipe nationale
- 29 sélections et 0 but avec l'équipe de Colombie entre 1999 et 2009

#### Avec l'Independiente Medellín
- Vainqueur du Championnat de Colombie en 2002 (Tournoi de clôture)

#### Avec l'Independiente Santa Fe
- Vainqueur de la Coupe de Colombie en 2009